# 哈德森鎮區 (密歇根州萊納維縣)
哈德森鎮區（英語：Hudson Township）是位於美國密歇根州萊納維縣的一個行政鎮區。

## 地方資料
哈德森鎮區的面積為94.60平方千米，當中陸地面積為91.80平方千米，而水域面積為2.80平方千米。根據2020年美國人口普查的數據，當地共有人口1499人，而人口密度為每平方千米15.85人。